# Distretto di Foggia
Il distretto di Foggia fu una circoscrizione amministrativa di secondo livello del Regno di Napoli e, quindi, del Regno delle Due Sicilie. Il distretto, subordinato alla provincia di Capitanata, era costituito da 18 comuni e da 5 uniti. Il capoluogo era fissato nella città di Foggia.

## Istituzione e soppressione
Fu costituito con la legge 132 del 1806 Sulla divisione ed amministrazione delle province del Regno, varata l'8 agosto di quell'anno da Giuseppe Bonaparte. Attraverso tale provvedimento legislativo e successive leggi e decreti, l'amministrazione periferica e la ripartizione territoriale del Regno di Napoli furono riformate sulla base del modello francese, organizzando il territorio in più livelli amministrativi, dove ciascun ente esercitava funzioni sue proprie e dipendeva da quello gerarchicamente superiore. La provincia di Capitanata, in particolare, fu ripartita in tre distretti: Foggia, Manfredonia e Larino.
Nel 1811, con decreto 922 del 4 maggio Per la nuova circoscrizione delle quattordici provincie del Regno di Napoli, a firma di Gioacchino Murat, si ebbe una riorganizzazione amministrativa e territoriale della provincia di Capitanata, che portò alla radicale trasformazione del territorio del distretto di Foggia, che fu completamente modificato nella sua composizione, in seguito alla soppressione del distretto di Manfredonia e alla creazione dei nuovi distretti di San Severo e Bovino. Contestualmente, ci fu il passaggio del distretto di Larino, anch'esso radicalmente trasformato rispetto al suo territorio originale, alla provincia di Molise.
Dopo l'occupazione garibaldina e l'annessione al Regno di Sardegna, del 1860, e con la proclamazione del Regno d'Italia, del 1861, il distretto di Foggia fu soppresso.

## Suddivisione in circondari
Il distretto di Foggia, come gli altri distretti del reame, era suddiviso in successivi livelli amministrativi gerarchicamente dipendenti dal precedente. Al livello immediatamente successivo, infatti, vi erano i circondari, che, a loro volta, erano costituiti da comuni, l'unità di base della struttura politico-amministrativa dello Stato moderno. A questi ultimi potevano far capo gli uniti, centri privi di autonomia amministrativa.
Le funzioni dei circondari riguardavano esclusivamente l'amministrazione della giustizia. Tali circoscrizioni, che costituivano il terzo livello amministrativo dello stato, delimitavano un ambito territoriale che abbracciava, generalmente, uno o più comuni, tra i quali veniva individuato un capoluogo. In particolare, il distretto foggiano, in seguito alla riorganizzazione del proprio territorio del 1811, fu suddiviso in 11 circondari: cinque di essi erano composti da un unico comune, altri due si componevano di un comune e un riunito, mentre i rimanenti quattro circondari aggregavano più comuni e casali.
Elenco dei circondari:
- Circondario di Foggia: Foggia
- Circondario di Lucera: Lucera
- Circondario di Biccari: Biccari, Alberona, Roseto
- Circondario di San Bartolomeo: San Bartolomeo in Galdo[5]
- Circondario di Volturara: Volturara, Motta Montecorvino, Volturino
- Circondario di Orta[6]: Orta (con i casali di Carapelle e Ordona), Stornarella (con il casale di Stornara)
- Circondario di Cerignola: Cerignola
- Circondario di Casaltrinità: Casaltrinità, Saline, San Ferdinando
- Circondario di Manfredonia: Manfredonia (con il casale di Zapponeta)
- Circondario di Monte Sant'Angelo: Monte Sant'Angelo (con il casale di Mattinata)
- Circondario di Vieste: Vieste